# ۱۸۴۶
۱۸۴۶ (میلادی) هزار و هشتصد و چهل و ششمین سال تقویم میلادی است.

## رویدادها
- خبرگزاری آسوشیتد پرس در شهر نیویورک پایه‌گذاری شد.

## زادگان
- ۲۶ فوریه – بوفالو بیل، بازیگر آمریکایی (د. ۱۹۱۷)
- ۵ مه – هنریک سینکیه‌ویچ، نویسنده لهستانی (د. ۱۹۱۶)
- ۲۷ ژوئن – چارلز استوارت پارنل، سیاست‌مدار ایرلندی (د. ۱۸۹۱)
- ۵ ژانویه – رودولف کریستف یوکن، نویسنده و فیلسوف آلمانی (د. ۱۹۲۶)

## درگذشتگان
- ۱۰ اوت- میرزا ابوالحسن خان شیرازی: سیاستمدار و از رجال اوایل دوره قاجاریه در ایران.
- ۱۷ مارس – فریدریش بسل، ستاره‌شناس و ریاضی‌دان آلمانی (ز. ۱۷۸۴)